# Dan Freed
Daniel Stuart "Dan" Freed (17 de abril de 1959) é um matemático estadunidense, especialista em análise global e suas aplicações em supersimetria, teoria das cordas e teoria quântica de campos.
Freed estudou na Universidade Harvard, onde obteve os graus de bacharel e mestre em 1981. Obteve um Ph.D. na Universidade da Califórnia em Berkeley, com a tese The geometry of loop groups, orientado por Isadore Singer.
Foi palestrante convidado do Congresso Internacional de Matemáticos em Pequim (2002: Twisted K-theory and loop groups). É fellow da American Mathematical Society.

## Obras
- Quantum fields and strings: a course for mathematicians. Vol. 1, 2. Material from the Special Year on Quantum Field Theory held at the Institute for Advanced Study, Princeton, NJ, 1996–1997. Edited by Pierre Deligne, Pavel Etingof, Daniel S. Freed, Lisa Jeffrey, David Kazhdan, John Willard Morgan, David Robert Morrison e Edward Witten. American Mathematical Society, Providence, RI; Institute for Advanced Study (IAS), Princeton, NJ, 1999. Vol. 1: xxii+723 pp.; Vol. 2: pp. i--xxiv and 727–1501. ISBN 0-8218-1198-3, 81-06 (81T30 81Txx)
- Quantum field theory, supersymmetry, and enumerative geometry. Freed, Daniel S. and Morrison, David R. and Singer, Isadore editors. IAS/Park City Mathematics Series, Vol. 11. American Mathematical Society Providence, RI viii+285. Papers from the Graduate Summer School of the IAS/Park City Mathematics Institute held in Princeton, NJ, 2001. (2006)
- editor com Karen Uhlenbeck: Geometry and Quantum Field Theory, American Mathematical Society 1995
- com Karen Uhlenbeck: Instantons and 4-Manifolds, Springer Verlag 1984
- Five lectures on supersymmetry, American Mathematical Society 1999

## Ligações externa
- Página pessoal